# برلهین
برلهین (به عربی: برلهین) یک روستا در سوریه است که در ناحیه تادف واقع شده‌است. برلهین ۲٬۳۶۷ نفر جمعیت دارد.